# Ahmet Fetahagić
Ahmet Fetahagić (Zavidovići, 14 de mayo de 1913 - Izačić, 25 de diciembre de 1944) fue un estudiante de ingeniería y militar yugoslavo, que participó con las Brigadas Internacionales en la Guerra Civil Española y con el Ejército Partisano de Liberación en la Segunda Guerra Mundial. En 1949 le fue concedida la Orden de Héroe del Pueblo de Yugoslavia.

## Biografía
Nació el 14 de mayo de 1913 en Zavidovići, procedente de una familia de clase trabajadora en la que su padre Ramadan era trabajador ferroviario. Después de terminar la escuela primaria, asistió al instituto en Sarajevo donde se unió al movimiento juvenil revolucionario.
Estudió ciencias técnicas en Praga. Durante sus estudios participó activamente en el movimiento revolucionario estudiantil y en 1937 fue aceptado como miembro del Partido Comunista de Yugoslavia. Ese mismo año, con un grupo de estudiantes yugoslavos de Praga, viajó a España y participó en la defensa de la República Española en las filas de las Brigadas Internacionales como miembro del batallón Dimitrov. A lo largo de todas las batallas, fue herido cuatro veces y, por su valentía y resistencia, sus compañeros le apodaron Acero (Čelik). En España, completó un curso militar y se convirtió en comandante de pelotón, y luego recibió el grado de teniente. Además, fue nombrado miembro de honor de la Federación de Estudiantes de España. 
Tras la derrota de las fuerzas republicanas en la guerra civil española, en febrero de 1939, Ahmet se retiró de España, con la mayoría de los voluntarios yugoslavos, a Francia y fue internado allí en el campo de Saint-Cyprien, donde permaneció hasta la ocupación nazi de Francia. Por decisión del Partido, como la mayoría de los yugoslavos, solicitó trabajo voluntario en Alemania, para poder llegar desde allí a Yugoslavia a través de los canales del Partido. 
En el verano de 1941, Ahmet logró llegar a Yugoslavia, que en ese momento ya estaba ocupada, e inmediatamente se involucró en el trabajo de la organización del partido en la preparación de un levantamiento armado. Durante 1941 y hasta abril de 1942, trabajó de forma clandestina en el partido en Sarajevo, y luego fue enviado al destacamento partisano "Zvijezda" en el este de Bosnia. En mayo de 1943 se unió al destacamento partisano de Travnička y en el verano de 1943 fue nombrado jefe del Estado Mayor de la 9.ª brigada de ataque de Krajina. A principios de mayo de 1944 fue nombrado jefe del Estado Mayor de la 20.ª división Dálmata y, en el otoño de 1944, subcomandante del Grupo Operacional Una del 4.º cuerpo croata, con la tarea de fortalecer las unidades de este grupo en la región de Cazin. 
Murió en las batallas con los alemanes y los ustacha cerca del pueblo de Izačić, cerca de Bihać, el 25 de diciembre de 1944. Fue enterrado en la tumba de los Héroes Nacionales en el Parque Memorial Vraca en la montaña Trebević, cerca de Sarajevo. El 10 de septiembre de 1949 recibió, de forma póstuma, la Orden de Héroe del Pueblo de Yugoslavia.